# کوماتوری، اوساکا
کوماتوری، اوساکا (به لاتین: Kumatori, Osaka) یک منطقهٔ مسکونی در ژاپن است که در استان اوساکا واقع شده‌است. کوماتوری  ۴۵٬۰۹۰ نفر جمعیت دارد.